# Moyen-Cavally
Moyen-Cavally – nieistniejący region Wybrzeża Kości Słoniowej. Funkcjonował w latach 2000 – 2011. Stolicą było Guiglo. Powierzchnia wynosiła 14 268 km².
Region Moyen-Cavally został utworzony w 2000 roku poprzez wydzielenie departamentów Duékoué, Guiglo i Toulépleu z regionu Dix-Huit Montagnes. W 1998 roku zamieszkany był przez 508 733 osoby. W 2011 roku weszła w życie ustawa likwidująca regiony jako jednostki pierwszego rzędu, zamiast nich powołując czternaście dystryktów. Obszar Moyen-Cavally został w całości włączony do dystryktu Montagnes.